# علي الرحيلي
اللواء الركن علي بن دخيل الرحيلي الحربي (- 29 سبتمبر 2020) ضابط عسكري سعودي، قاد عملية تحرير رهائن الطائرة الروسية التي اختطفت عام 2001. في رحلتها من إسطنبول إلى موسكو، حيث أجبر الخاطفون قائد الطائرة التوجه إلى أفغانستان بدلا من موسكو، وبسسب قرب نفاذ الوقود، اضطرت الطائرة للهبوط اضطراريا في مطار الأمير محمد بن عبد العزيز بالمدينة المنورة، للتزود في الوقود، وفي أثناء ذلك بدأت عملية تحرير الرهائن بقيادة اللواء علي الرحيلي، على رأس مجموعة من عناصر القوات الخاصة.

## وفاته
توفي في 29 سبتمبر 2020م الموافق 12 صفر 1442هـ في المدينة المنورة بعد معاناته مع الفشل الكلوي.